# Goldstream Peak
Goldstream Peak är en bergstopp i Antarktis. Den ligger i den centrala delen av kontinenten. Inget land gör anspråk på området. Toppen på Goldstream Peak är 2 800 meter över havet.
Terrängen runt Goldstream Peak är kuperad norrut, men söderut är den bergig. Trakten är obefolkad. Det finns inga samhällen i närheten. 